# Trichobius anducei
Trichobius anducei är en tvåvingeart som beskrevs av Pablo C. Guerrero 1998. Trichobius anducei ingår i släktet Trichobius och familjen lusflugor. Inga underarter finns listade i Catalogue of Life.